# KK園区
KK園区（KKえんく）またはKKパークは、ミャンマー・カレン州ミャワディにある大規模な詐欺団地である。

## 名称
中国語では「KK園区」（簡: KK园区、繁: KK園區）と呼ばれている。英語ではKK ParkないしKK Gardenと翻訳されており、タイ語やビルマ語のメディアではそのままKK Parkと呼称されている。なお、KK園区をAA園区と同一視する記述がネット上には存在するが、AA園区は同じくミャワディ近郊の詐欺団地である環亜園区第1期を指すため、異なるものである。　
KK園区の「KK」は、同施設が位置しているレイケイコー（Lay Kay Kaw）に由来している。

## 歴史

### カレン系武装勢力の政治背景
KK園区はタイ・ミャンマー国境地域に位置しており、国境をなすモエイ川に隣接している。
この地域にはカレン族が居住しており、ドーナ山脈以東はカレン民族同盟の支配地域であった。しかし、1994年12月、カレン民族同盟 (KNU)内部の対立から民主カレン仏教徒軍が離反し、1995年にKNUは全ての国境拠点を失った。その後、KNUは拠点をタイ側に移し、ドーナ山脈以東は民主カレン仏教徒軍が支配的となった。ドーナ山脈以東の民主カレン仏教徒軍の活動は非合法なものも含めて、国軍に黙認されている。民主カレン仏教徒軍の大部分は国軍傘下の国境警備隊に転換しているが、BGF体制下でも依然としてシュエコッコなどの非合法カジノの運営が黙認されている状態にあった
。

### カレン州における詐欺ビジネスの勃興
2019年にカンボジアでオンラインギャンブルが取り締まられた後、オンラインギャンブルの拠点はミャワディに移動した。その後、COVID-19の流行を受けてオンラインギャンブルが衰退した代わりに、ミャワディ一帯でこの技術やインフラを利用して詐欺拠点が作られることとなった。
衛星画像によると、KK園区第1期が建設されたとされたのは2019年末から2022年の半ばにかけてである。
2019年のオンラインギャンブル規制後もカンボジアに詐欺組織は存在したが、国際社会の圧力を受け、カンボジア当局は2022年9月18日にシハヌークビルの詐欺団地を摘発した。しかし現地警察当局との関係の良い詐欺組織は前もって摘発の情報を得ており、タチレクやミャワディ一帯に拠点を移した。

### 内部での事件
2022年5月11日、KK園区内部で激しい暴行を受けたマレーシア・イポー出身の魏振峰（23歳男性）が入院先のメーソットの病院で死亡した。魏氏は同年1月19日にイポーの実家を発ち、インターネット上で出会った女性と会うためにバンコクに向かっていた。彼は母親の誕生日の前日である2月5日までに帰ると家族に伝えていたが、期日までに実家に帰ることはなかった。同年3月31日、魏氏は家族に電話をかけ、医療費として8万リンギットが必要であると伝えた。4月11日、Mu Jun Hongという偽名で魏氏はメーソットの病院の集中治療室に運び込まれた。魏氏は5月に死亡した後、シラチャの仏寺で火葬された。両親が彼の死を知ったのは8月になってからのことであった。
2024年3月4日、園区内に監禁されていた150人が軍事政権およびBGFによってタイ政府に引き渡された。
2025年1月、香港籍の2人がKK園区から解放された。

### 報道と取り締まり（2022-2024年）
2022年8月以降、多数の台湾人および香港人がKK園区に騙されて送り込まれ、犯罪行為に従事させられていることが明らかとなり、中国語圏ではセンセーショナルな報道が過熱した。使えなくなると臓器を取り出して捨てられているという噂も相まって、一度行ったら死ぬまで出られない「豚の煉獄（簡: 猪仔炼狱、繁: 豬仔煉獄）」として中国語圏の人々を震撼させた。
ミャンマー北部・中緬国境地域においては、2022年頃より中国国内で相次ぐ特殊詐欺被害を問題視した中国公安部がミャンマー軍事政権や少数民族武装組織と協同して詐欺集団の撲滅に乗り出しており、2022年8月には亜太グループトップの佘倫凱がタイ・バンコクで逮捕されている。また詐欺集団や詐欺のための渡航者も摘発されている。これを受け、KK園区がミャワディからヤンゴンに拠点を移したという報道もある。
中国はこれまでミャンマー軍事政権と近い関係にあったが、詐欺集団を事実上野放しにしているミャンマー軍事政権に対して不満を募らせているとされる。三兄弟同盟は1027作戦において国軍とその傘下にある武装勢力が実効支配する地域の犯罪集団の拠点を陥落させたが、この背景には中国の支援があったとされている。

### 大規模な取り締まり（2025年）
2025年1月に中国人俳優の王星が「タイでの撮影」と騙されてミャワディ地域の詐欺団地に連れ去られたことが判明し、中国で再びKK園区に対する世論の関心が高まった。日本では、2025年2月に日本人の高校生が捕らわれてミャワディ地域の詐欺団地で特殊詐欺のかけ子をさせられていることが判明し、それに関連する話題として、国境警備隊によるKK園区への突入に関する報道が行われた。日本のマスコミが大勢タイ・ミャンマー国境に詰めかけ、センセーショナルな報道が過熱した。
2025年2月5日、タイ当局は詐欺の抑止のためにミャンマー側の電力と燃料の供給を停止した。KK園区に電力を供給しているとされるSMTY社も停止の対象となった。しかし、供給停止後もディーゼル発電機とソーラーパネルによりKK園区は運営を続けているとみられる。
2025年2月、タイ政府の圧力に屈したカレン国境警備隊がKK園区を「摘発」。KK園区を含め複数の拠点を捜索した結果、中国やインドネシアなど15の国と地域の出身者、およそ3000人を解放したと表明した。2025年2月21日、BGFはKK園区を封鎖した。そして、翌22日までにBGFはKK園区に突入し、犯罪組織の中国人らを拘束したほか、監禁されていた外国人らを解放した。同月24日に軍事政権は、シュエコッコとKK園区を含むミャワディ地域で不法入国した外国人109人を拘束したと発表した。軍事政権は1月30日から2月23日までに2220人を拘束したとしている。

## 運営

### 詐欺団地の構造
KK園区は大小合わせて約80の団地からなり、1期から4期まで4つのエリアが存在している。KK園区1期は老KK、2期は東方、3期は金州、4期は四季と名付けられている。このほかに恒生、東風、東方匯といった詐欺団地が存在している。KK園区に監禁された人の証言によると、人口は8000人程度であるとされるが、Laungaramsri (2025)は20万人が居住していると推定している。

### 詐欺団地内部
誘拐の被害者は強制的に特殊詐欺に従事させられている。被監禁者の多くは外出する事ができず、窓を開ける事すら許可されておらず、窓を開けた場合は罰金を支払わなければならない。園区内部で行われる詐欺では、暗号通貨Tether が使用されている。これは園区に監禁されている人の身代金支払いにも使われている。2024年時点では、100万香港ドル以上の身代金が必要となるケースも存在する。

### 手口
KK園区は、人身売買、臓器売買、および特殊詐欺の終着点、すなわち入ったら二度と出られない場所であると言われている。KK園区における奴隷は「猪仔（豚の子）」と呼ばれる。一般的な人身売買ネットワークでは、使い物にならない奴隷は他所に売られていくが、KK園区の「猪仔」が使い物にならなくなった場合は、臓器を取り出して捨てる。
「観光」「就職」「台湾ビジネスマンの紹介」「ハイテク産業交流」「ビジネス実績を積むため」など、さまざまな名目で「猪仔」をおびき寄せ、誘拐してKK園区に連れて行く。
犯罪集団の蛇頭は、タイ、フィリピン、ミャンマー、カンボジア、ラオスなどで求職者を騙して誘って人身売買を行っている。そのネットワークはドバイにまでも至り、欲しい臓器を取り出した後、遺体を海に捨てるという。2024年以降、人を騙して連れてくる手口は巧妙化し、台湾や日本を経由させ、最終的にタイへと誘い出すことが増えていると報告されている。。

## 関与が疑われる組織
KK園区の運営には複数のアクターが関与しているとされる。

### カレン国境警備隊/カレン民族軍
カレン国境警備隊（BGF）はKK園区に類似した施設であるシュエコッコを運営している。KK園区に監禁されていた人の証言によると、KK園区の兵士は国境警備隊の腕章を付けている。
タイの治安当局関係者によると、KK園区はBGF副司令官のティンウィン少佐の勢力圏に位置している。KK園区周辺の地域は2018年7月にタイからの電力を購入する契約がなされたが、この契約は県電力局とティンウィン少佐の所有するShwe Myint Thaung Yinn Industry & Manufacturing Company Limited（SMTY社）との間で行われたものである。
また、メートータレー村の住人は、2018年にBGFと亜太グループ（後述）の代表者がKK園区の用地を低価格で買収しに来たと証言している。
BGFは軍事政権と関係を断ち、カレン民族軍（KNA）に改名されたが、引き続きシュエコッコおよびKK園区における詐欺活動の保護を行っている。
2025年2月11日、隣国・タイの捜査当局が人身売買容疑でBGF幹部のソー・チットゥー、ティンウィン、モットゥンの逮捕状を発行する準備を進めていることが明らかになった。その後、BGFはタイ政府による詐欺グループの摘発に協力する姿勢を見せ、8000人以上の中国系マフィアを中国へ送還すると発表した。

### カレン民族同盟
KK園区はカレン民族同盟（KNU）第6旅団の管理地域にあり、
KNUの影響下にあると見られている。
KNUは、第7旅団幹部で中央執行委員会の委員であるロジャー・キンがKK園区に類似した施設である環亜園区の起工式に出席したことから、一部の幹部が違法な事業に関与しているという疑いがかけられている。2023年2月にはカレンコミュニティの団体がKNU中央執行委員会の総辞職を要求した。同年4月下旬にはロジャー・キンや元第7旅団長ポードーなどKNUの一部の幹部が違法な事業に関与していると第5旅団が訴えた内部文書がリークされた。
これを受けてKNUは、汚職疑惑はKNU自体とは無関係であるという声明を出した。同年5月、KNUは幹部の汚職疑惑についての調査チームを設立すると発表したが、現在に至るまで調査結果は公表されていない。
2024年1月、軍事政権の報道官であるゾーミントゥン少将は、KK園区はKNUと企業が合同で設立したものである」と述べ、KNUの関与を明言した。2024年4月の米国平和研究所の報告書においては、「ロジャー・キンはKK園区に関与しているとされているが、その証拠は示されていない」と記述されている。

### 中国系犯罪シンジケート

#### 広東系犯罪組織
KK園区で実行された詐欺により得られた金銭は、タイ・アジア経済交流協会の副会長であった王益承の暗号通貨ウォレットに入金されている。タイ・アジア経済交流協会はバンコクの海外洪門文化交流センターと同じ建物内にあり、同センターは14Kの元幹部であった尹国駒が会長を務める世界洪門歴史文化協会と関係が深いとされる。
米国平和研究所の報告書によると、尹国駒の東美グループは、KK園区に類似した施設である賽西港園区（東美園区）に投資している。尹国駒本人は否定しているものの、三立新聞台やタイPBSは尹国駒がKK園区のボスであるとしており
、東森新聞は14Kと福建系マフィアがミャワディの詐欺拠点のバックにあるとしている。
アメリカの民間シンクタンクである先進防衛研究センターは2025年の報告書において、KK園区と賽西港園区（東美園区）の間に相互交流があることを示しており、尹国駒がKK園区に関与している可能性を示唆している。

#### 福建系犯罪組織
ラジオ・フリー・アジアは5人の福建人がKK園区のボスであるとしている。

#### 台湾系犯罪組織
台湾の黒社会、竹聯幇は「佘董」「駒董」を上回る投資をKK園区に行っていると報道されている。また、謝玲 (2021)はミャワディの詐欺グループは台湾系であるとしている。

### 亜太グループ
シュエコッコを運営している亜太グループ(中国語: 亚太集团、Yatai Group)はKK園区への関与を否定している。2023年5月、亜太グループはバンコク・ポスト紙にKK園区との関連を否定する声明を掲載した。
しかし、亜太グループのトップである佘倫凱を「KK園区のオーナー」だとする報道も複数存在している
。2023年12月に英国政府は佘倫凱を、「KK園区のオーナー」として制裁リストに加えている。

### Dok Ngiew Kham Company
ラオスのゴールデン・トライアングル経済特別区を支配するDok Ngiew Kham Compmay（別名：Kings Romans Group）の経営者、趙偉はKK園区への関連が疑われている。彼の所有しているDok Ngiew Kham CompanyはKK園区に投資していると報道されているが、同社はこの疑いを否定している。

### タイ政府
ミャワディ周辺における詐欺の高まりを受けて、タイ政府はミャンマー側への電波を断つとしたが、2023年12月にKK園区周辺部で行われたモバイルスピードテストでは、周辺地域よりも10倍速い130mbpsのアップロード速度を記録した。
また、タイの地元住民は国境を跨いだ違法な移動が取締られないのは、タイ当局が賄賂を受け取っているからであると示唆している。